# Groupe L des éliminatoires de la Coupe d'Afrique des nations de football 2025
 (juin 2025).
 (juillet 2024).
Le groupe L des éliminatoires de la Coupe d'Afrique des nations de football 2025 est une compétition qualificative pour la phase finale de la Coupe d'Afrique des nations de football 2025, qui se déroule en Maroc.
Navigation
Groupe K

## Tirage au sort
Le tirage au sort a eu lieu le 4 juillet 2024 au Johannesburg. Les têtes de série sont désignées via un classement FIFA (construit d'après les résultats lors des dernières FIFA).
Le tirage au sort désigne les équipes suivantes dans le groupe L. Les quarante-huit équipes sont réparties en douze dans quatre chapeaux.
- Chapeau 1 :  Sénégal (18e du classement FIFA)
- Chapeau 2 :  Burkina Faso (67e du classement FIFA)
- Chapeau 3 :  Malawi (125e du classement FIFA)
- Chapeau 4 :  Burundi (140e du classement FIFA)

## Classement
| Rang | Équipe       | Pts | J | G | N | P | Bp | Bc | Diff |  | Résultats (▼ dom., ► ext.) |     |     |     |     |
| ---- | ------------ | --- | - | - | - | - | -- | -- | ---- |  | -------------------------- | --- | --- | --- | --- |
| 1    | Sénégal      | 13  | 5 | 4 | 1 | 0 | 8  | 1  | +7   |  | Sénégal                    |     | 1-1 | -   | 4-0 |
| 2    | Burkina Faso | 10  | 5 | 3 | 1 | 1 | 10 | 4  | +6   |  | Burkina Faso               | 0-1 |     | 4-1 | 3-1 |
| 3    | Burundi      | 4   | 5 | 1 | 1 | 3 | 4  | 9  | -5   |  | Burundi                    | 0-1 | 0-2 |     | 0-0 |
| 4    | Malawi       | 1   | 5 | 0 | 1 | 4 | 3  | 11 | -8   |  | Malawi                     | 0-1 | -   | 2-3 |     |

- Qualification pour la CAN 2025

## Résultats
| 1re journée                  | Malawi                | 2 - 3   | Burundi                                         | Bingu National Stadium, Lilongwe   |                                    |
| 5 septembre 2024 15:00 UTC+2 | Kaonga 31e Nkhoma 75e | (1 - 2) | 22e (csc) Idana 75e Girumugisha 87e Eldinho     | Arbitrage : Ibrahim Kalilou Traore | Arbitrage : Ibrahim Kalilou Traore |
| 5 septembre 2024 15:00 UTC+2 | Saizi 83e             | Rapport | 21e Madjaliwa 82e Nsabiyumva 90+4e Ndayishimiye | Arbitrage : Ibrahim Kalilou Traore | Arbitrage : Ibrahim Kalilou Traore |

| 1re journée                  | Sénégal  | 1 - 1   | Burkina Faso | Stade Abdoulaye-Wade, Diamniadio |                         |
| 6 septembre 2024 19:00 UTC+0 | Mané 16e | (1 - 0) | 90+5e Bouda  | Arbitrage : Sadok Selmi          | Arbitrage : Sadok Selmi |
| 6 septembre 2024 19:00 UTC+0 | Rapport  |         |              | Arbitrage : Sadok Selmi          | Arbitrage : Sadok Selmi |

| 2e journée                   | Burundi                                                                | 0 - 1   | Sénégal                                   | Bingu National Stadium, Lilongwe |                             |
| 9 septembre 2024 15:00 UTC+2 |                                                                        | (0 - 0) | 71e (pen.) Sarr                           | Arbitrage : Mohamed Maarouf      | Arbitrage : Mohamed Maarouf |
| 9 septembre 2024 15:00 UTC+2 | Eldhino 37e Musore 47e Girumugisha 50e Nsabiyumva 69e Ntibazonkiza 84e | Rapport | 42e Mendy 69e Diallo 87e Mané 90+6e Diouf | Arbitrage : Mohamed Maarouf      | Arbitrage : Mohamed Maarouf |

| 2e journée                    | Burkina Faso             | 3 - 1   | Malawi      | Stade du 26-Mars, Bamako     |                              |
| 10 septembre 2024 19:00 UTC+0 | Traoré 35e 38e Bandé 60e | (2 - 0) | 80e Nkhoma  | Arbitrage : Bouchra Karboubi | Arbitrage : Bouchra Karboubi |
| 10 septembre 2024 19:00 UTC+0 | Simpore 29e              | Rapport | 59e Chaziya | Arbitrage : Bouchra Karboubi | Arbitrage : Bouchra Karboubi |

| 3e journée                  | Burkina Faso                        | 4 - 1   | Burundi                                         | Stade Alassane Ouattara, Abidjan |                             |
| 10 octobre 2024 19:00 UTC+0 | Ouattara 33e 44e Bansé 34e Dayo 49e | (3 - 1) | 4e Kanakimana                                   | Arbitrage : Ahmed Abdulrazk      | Arbitrage : Ahmed Abdulrazk |
| 10 octobre 2024 19:00 UTC+0 | Traoré 85e Touré 86e                | Rapport | 31e Ndizeye 39e Bukuru 73e Musore 90+4e Hussein | Arbitrage : Ahmed Abdulrazk      | Arbitrage : Ahmed Abdulrazk |

| 3e journée                  | Sénégal                                | 4 - 0   | Malawi                               | Stade Abdoulaye-Wade, Diamniadio |                           |
| 11 octobre 2024 19:00 UTC+0 | Gueye 35e Mané 68e Dia 71e Jackson 77e | (1 - 0) |                                      | Arbitrage : Aklesso Glama        | Arbitrage : Aklesso Glama |
| 11 octobre 2024 19:00 UTC+0 |                                        | Rapport | 16e Munthali 53e Njaliwa 90+4e Banda | Arbitrage : Aklesso Glama        | Arbitrage : Aklesso Glama |

| 4e journée                  | Burundi          | 0 - 2   | Burkina Faso                  | Stade Félix Houphouët-Boigny, Abidjan |                               |
| 13 octobre 2024 16:00 UTC+0 |                  | (0 - 1) | 5e Konaté 90+4e (pen.) Traoré | Arbitrage : Mohamed Athoumani         | Arbitrage : Mohamed Athoumani |
| 13 octobre 2024 16:00 UTC+0 | Ntibazonkiza 53e | Rapport | 85e Kaboré                    | Arbitrage : Mohamed Athoumani         | Arbitrage : Mohamed Athoumani |

| 4e journée                  | Malawi                                  | 0 - 1   | Sénégal                                   | Bingu National Stadium, Lilongwe  |                                   |
| 15 octobre 2024 15:00 UTC+2 |                                         | (0 - 0) | 90+6e Mané                                | Arbitrage : Bamlak Tessema Weyesa | Arbitrage : Bamlak Tessema Weyesa |
| 15 octobre 2024 15:00 UTC+2 | Lameck 43e · Chembezi 72e · Aaron 90+5e | Rapport | 59e Jackson · 72e Gueye · 76e K.Koulibaly | Arbitrage : Bamlak Tessema Weyesa | Arbitrage : Bamlak Tessema Weyesa |

| 5e journée             | Burundi | 0 - 0   | Malawi                                            | Stade Félix Houphouët-Boigny, Abidjan |                             |
| 14 novembre 2024 16h00 |         | (0 - 0) |                                                   | Arbitrage : Abdoulaye Manet           | Arbitrage : Abdoulaye Manet |
| 14 novembre 2024 16h00 |         | Rapport | 27e Singo · 35e Chembezi · 65e Lameck · 75e Banda | Arbitrage : Abdoulaye Manet           | Arbitrage : Abdoulaye Manet |

| 5e journée             | Burkina Faso | 0 - 1   | Sénégal    | Stade du 26-Mars, Bamako     |                              |
| 14 novembre 2024 20h00 |              | (0 - 0) | 83e Diarra | Arbitrage : Mahmoud El Banna | Arbitrage : Mahmoud El Banna |
| 14 novembre 2024 20h00 | Rapport      |         |            | Arbitrage : Mahmoud El Banna | Arbitrage : Mahmoud El Banna |

| 6e journée             | Malawi                           | 3 - 0   | Burkina Faso  | Bingu National Stadium, Lilongwe  |                                   |
| 18 novembre 2024 14:00 | Mhango 28e Mbulu 57e · Aaron 62e | (1 - 0) |               | Arbitrage : Mohamed Diraneh Guedi | Arbitrage : Mohamed Diraneh Guedi |
| 18 novembre 2024 14:00 | Mbulu 56e                        | Rapport | 81e Ouedraogo | Arbitrage : Mohamed Diraneh Guedi | Arbitrage : Mohamed Diraneh Guedi |

| 6e journée             | Sénégal              | 2 - 0   | Burundi | Stade Abdoulaye-Wade, Diamniadio |                              |
| 19 novembre 2024 20:00 | Habib Diarra 35e 51e | (1 - 0) |         | Arbitrage : Mustapha Ghorbal     | Arbitrage : Mustapha Ghorbal |
| 19 novembre 2024 20:00 | Diarra 41e Diouf 75e |         |         | Arbitrage : Mustapha Ghorbal     | Arbitrage : Mustapha Ghorbal |